# Dzwonkówka siwojedwabista
Dzwonkówka siwojedwabista (Entoloma canosericeum (J.E. Lange) Noordel.) – gatunek grzybów z rodziny dzwonkówkowatych (Entolomataceae).

## Systematyka i nazewnictwo
Pozycja w klasyfikacji według Index Fungorum: Entoloma, Entolomataceae, Agaricales, Agaricomycetidae, Agaricomycetes, Agaricomycotina, Basidiomycota, Fungi.
Po raz pierwszy opisał go w 1938 r. Jakob Emanuel Lange i Jules Favre, nadając mu nazwę Rhodophyllus atromarginatus. W 1982 r. Machiel Evert Noordeloos przeniósł go do rodzaju Entoloma. Synonimy:
- Nolanea canosericea (J.E. Lange) P.D. Orton 1960
- Rhodophyllus canosericeus J.E. Lange 1940

Polską nazwę zarekomendował Władysław Wojewoda w 2003 r.

## Występowanie i siedlisko
Podano stanowiska w niektórych krajach Europy. W Polsce W. Wojewoda w 2003 r. przytoczył dwa stanowiska, w późniejszych latach podano następne. W internetowym atlasie grzybów znajduje się na liście gatunków zagrożonych i wartych objęcia ochroną.
Grzyb naziemny, prawdopodobnie mykoryzowy, występujący w lasach iglastych wśród mchów i bażyn, a także w lasach liścistych z grabami.